# Anorthoscope
L'anorthoscope és un dispositiu que demostra una il·lusió òptica la qual converteix una imatge anamòrfica, situada en un disc, en una imatge normal just quan el disc gira ràpidament i es veu a través de quatre escletxes radials.
Va ser inventat el 1829 per Joseph Plateau abans que els estudis posteriors sobre el mateix principi el condueixin a la invenció de l'animació, realitzada a través del phénakisticope el 1832.

## Història

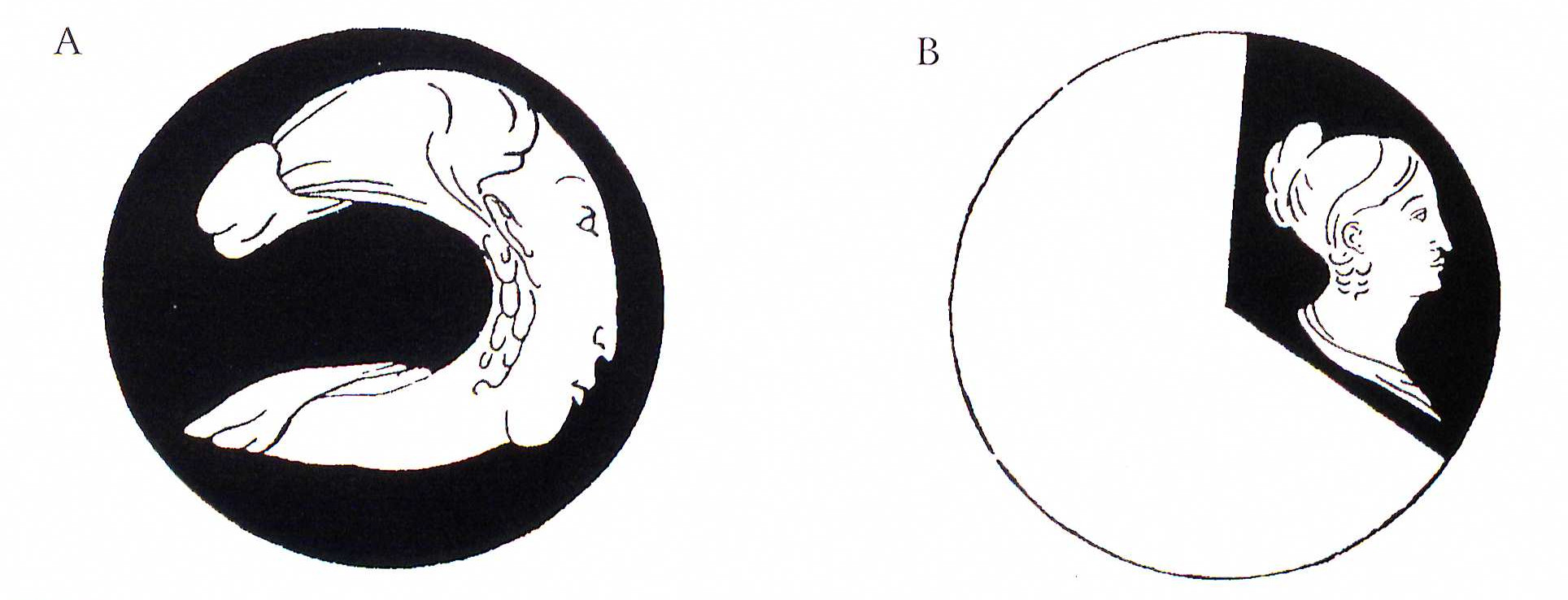
L'anamorphica imatge del disc (Un) i la imatge percebuda quan aquest és giravoltada (B). Il·lustració realitzada per Correspondance Mathématique et Physique - Tome VI (1830)

Com a estudiant universitari, Plateau es va adonar d'alguns experiments inicials que quan es miraven des d'una petita distància a dos trencadrons concèntrics que es giraven ràpidament en direccions oposades, apareixia una il·lusió òptica d'una roda sense moviment. Més endavant va llegir l'article de Peter Mark Roget Explicació d'un engany òptic en l'aparició dels ràdis d'una roda quan es veia a través d'obertures verticals, 1824, que s'adreçaven a una il·lusió similar. Plateau va decidir investigar el fenomen més tard i posteriorment va publicar les seves troballes en Correspondance Mathématique et Physique al 1828.
El 9 de juny de 1829, Plateau va presentar l'anorthoscope, sense ser encara nomenat, com a "una nova espècie d'anamorfosis" en la seva tesi doctoral Sur quelques propriétés des impressions produites par la lumière sur l'organe de la vue., a la Universitat de Lieja Més tard va ser traduït i publicat a la revista científica alemanya Annalen der Physik und Chemie. Una carta a Correspondance Mathématique et Physique del 5 de desembre de 1829 incloïa imatges d'un disc i la imatge resultant com a il·lustració d'aquestes "noves espècies d'anamorfoses".
Plateau va tornar a revisar aquest concepte diverses vegades a la Correspondance Mathématique et Physique i, el gener de 1836, finalment va decidir disposar del propi dispositiu. Va enviar una caixa amb l'instrument a Michael Faraday el 8 de gener de 1836, ja que tots dos van estudiar aquest tipus de fenòmens. Faraday havia inspirat anteriorment Plateau per utilitzar un mirall amb discos giratoris, que van ajudar a Plateau a desenvolupar el seu Fantascopi a.k.a. Phénakisticope. Faraday va pensar que l'anorthoscope era una bella màquina amb un efecte extremadament curiós i bo, i va esmentar: "Ha merescut sorprendre a molts als quals l'he mostrat i tots es neguen a creure els seus propis ulls i no poden admetre que les formes que es veuen són les coses que miren ".
El dispositiu vainiciar la seva comercialització el 1836, per editorials com Newton & Co a Londres, Susse a París (12 discos diferents) i J. Duboscq a París (almenys 18 discos diferents).
Plateau aparentment va utilitzar el nom "anorthoscope" en una carta al seu mentor / editor / amic Quetelet quan va decidir enviar un exemple del dispositiu a Miss Quetelet com a regal. Poc després es va presentar a la Reial Acadèmia de Brussel·les el 1836.
Joseph Plateau va crear una combinació del seu Fantascope (o phénakisticope) i l'Anorthoscope entre 1844 i 1849, resultant en un posterior-disc encès transparent amb una seqüència de figures que són animades quan es gira darrere d'un disc rotatiu de comptador negre amb quatre fissures il·luminades (un aparell molt complex). A diferència del phénakisticope diverses persones podrien veure l'animació a la vegada. Aquest sistema no ha estat comercialitzat; només és sabuts de l'existència de dos discos, els quals es troben a la Col·lecció de Joseph Plateau de la Ghent Universitat. El pintor belga, Jean Baptiste Madou, va crear les primeres imatges en aquests discos i Plateau va pintar les successives parts.

## Funcionament
Aquest instrument que empleava una imatge anamòrfica rotatòria sota un disc dentat que la feia girar i donava l'efecte a l'espectador que era una imatge completament estable. Els anorthoscopes amb un fons negre tenen una imatge translúcida i necessiten una fossa lluminosa que gira darrere del disc d'imatge. Per fer-los translúcids, els discos van ser impregnats amb oli a la part posterior i envernissat a banda i banda.

## Invencions posteriors
Michael Faraday, que era amic i veí de Plateau, es va inspirar en aquest aparell per a crear un dispositiu similar que va ser presentat a la Royal Institutuion a finals de 1830. A Plateau li preocupava que Faraday no tingués en compte el seu projecte i, cap a 1832 va construir la primera versió del fenaquistiscopi, un aparell que obligava a l'observador a escodrinyar l'interior d'un mirall a través d'una ranura davant del qual s'havia instal·lat un complicat dispositiu de discos dentats amb imatges successives.
Aquests aparell, com molts d'altres, va tenir un origen científic i va compartir un ús recreatiu popular en un context de veritable competició com el que va suposar el de la cultura de les classes populars a l'Europa de finals del segle xix. L'anortoscopi, com molts d'aquests instruments, no tenen un lloc en el protocinema, és a dir, la prehistòria del cinema. No obstant això, s'acostumen a incloure en la categoria d'estudi del precinema.
Aquests instruments no es poden analitzar des d'un punt de vista teleològic, la conseqüència final dels quals va ser el cinema, sinó que més aviat com a parts de diferents investigacions sobre la imatge animada que més endavant van seremprades en les recerques dels pioners del cinema, des d'Emile Reynaud amb el praxinoscopi (1877), Eadweard Muybridge amb el zoopraxinoscopi (1878) o Étienne Jules Marey amb els estudis cronofotogràfics (1882) fins a les figures i els treballs de Georges Demenÿ, George Eastman, Georges Meliés, Max Skladanowsky, Thomas A. Edison o els germans Lumière.

## Segle XXI
El 2007 es va publicar un document científic sobre els efectes de l'anorthescopei.
Un anorthoscope, rar i complet, de 1836, establert per Susse amb dotze discos es va subhastar per 44.000 € el 2013. Els altres dos conjunts coneguts d'aquesta edició es troben a la col·lecció Werner Nekes i a la col·lecció Joseph Plateau al Museu de Ciència del Ghent Universitat.